# Mabwella trochanteralis
Mabwella trochanteralis is een hooiwagen uit de familie Assamiidae.